# Powrót do jaskini Batmana – przypadki Adama i Burta
Powrót do jaskini Batmana – przypadki Adama i Burta (ang. Return to the Batcave: The Misadventures of Adam and Burt) – amerykańska komedia sensacyjna z 2003 roku w reżyserii Paula A. Kaufmana.

## Opis fabuły
Adam West i Burt Ward, aktorzy grający w kultowym serialu o Batmanie i Robinie z 1966 roku, muszą rozwiązać zagadkę kradzieży oryginalnego Batmobila, który miał być ozdobą pewnej imprezy. Aby odnaleźć legendarny pojazd, wracają do szalonych czasów lat 60.

## Obsada
- Adam West – on sam
- Burt Ward – on sam
- Jack Brewer – Adam West/Batman
- Jason Marsden – Burt Ward/Robin
- Amy Acker – Kathy Kersh
- Brett Rickaby – Frank Gorshin/Riddler
- Curtis Armstrong – Jerry
- Kelli King – Jonell
- Nikki Schieler Ziering – Lucy